# Campionato africano femminile di pallacanestro 1994
Il 13º Campionato africano femminile di pallacanestro FIBA (noto anche come FIBA AfroBasket Women 1994) si è svolto in Sudafrica dal 10 al 17 dicembre 1994.
I Campionati africani femminili di pallacanestro sono una manifestazione biennale tra le squadre nazionali, organizzata dalla FIBA Africa. Vincitore della manifestazione fu la squadra del Zaire.

## Squadre partecipanti
Gruppo A
- Senegal
- Mozambico
- Costa d'Avorio
- Guinea

Gruppo B
- Zaire
- Angola
- Sudafrica
- Zimbabwe

## Turno preliminare

### Gruppo A
| Squadra        | G | V | P | PF  | PS  | DP   | P.ti |
| -------------- | - | - | - | --- | --- | ---- | ---- |
| Senegal        | 3 | 3 | 0 | 227 | 117 | +110 | 6    |
| Mozambico      | 3 | 2 | 1 | 186 | 157 | +29  | 5    |
| Costa d'Avorio | 3 | 1 | 2 | 177 | 192 | −15  | 4    |
| Guinea         | 3 | 0 | 3 | 121 | 245 | −124 | 3    |

### Gruppo B
| Squadra   | G | V | P | PF  | PS  | DP   | P.ti |
| --------- | - | - | - | --- | --- | ---- | ---- |
| Zaire     | 3 | 3 | 0 | 280 | 124 | +156 | 6    |
| Angola    | 3 | 2 | 1 | 205 | 144 | +61  | 5    |
| Sudafrica | 3 | 1 | 2 | 151 | 228 | -77  | 4    |
| Zimbabwe  | 3 | 0 | 3 | 124 | 264 | −140 | 3    |

## Fase finale

### Primo-Quarto posto
|  | Semifinali | Semifinali | Semifinali |       |         | Finale          | Finale          | Finale          |  |
|  |            |            |            |       |         |                 |                 |                 |  |
|  | Senegal    | Senegal    | 63         |       |         |                 |                 |                 |  |
|  | Senegal    | Senegal    | 63         |       |         |                 |                 |                 |  |
|  | Angola     | Angola     | 52         |       |         |                 |                 |                 |  |
|  | Angola     | Angola     | 52         |       | Senegal | Senegal         | 48              |                 |  |
|  |            |            |            |       | Senegal | Senegal         | 48              |                 |  |
|  |            |            | Zaire      | Zaire | 68      |                 |                 |                 |  |
|  | Mozambico  | Mozambico  | Zaire      | Zaire | 68      | 52              |                 |                 |  |
|  | Mozambico  | Mozambico  |            |       |         | 52              |                 |                 |  |
|  | Zaire      | Zaire      | 62         |       |         | Finale 3º posto | Finale 3º posto | Finale 3º posto |  |
|  | Zaire      | Zaire      | 62         |       |         |                 |                 |                 |  |
|  |            |            |            |       |         |                 |                 |                 |  |
|  |            |            |            |       |         | Angola          | Angola          | 53              |  |
|  |            |            |            |       |         | Angola          | Angola          | 53              |  |
|  |            |            |            |       |         | Mozambico       | Mozambico       | 29              |  |

### Quinto-Sesto posto
|  | Finale         |                |    |  |
|  |                |                |    |  |
|  | Sudafrica      | Sudafrica      | 60 |  |
|  | Costa d'Avorio | Costa d'Avorio | 63 |  |

### Settimo-Ottavo posto
|  | Finale   |          |    |  |
|  |          |          |    |  |
|  | Guinea   | Guinea   | 42 |  |
|  | Zimbabwe | Zimbabwe | 54 |  |

## Classifica finale
| Posizione | Squadra        | Risultati |
| --------- | -------------- | --------- |
| 1         | Zaire          | 5-0       |
| 2         | Senegal        | 4–1       |
| 3         | Angola         | 3-2       |
| 4         | Mozambico      | 2-3       |
| 5         | Costa d'Avorio | 2-2       |
| 6         | Sudafrica      | 1-3       |
| 7         | Zimbabwe       | 1-3       |
| 8         | Guinea         | 0-4       |